# Várkonyi Andrea (műsorvezető)
Várkonyi Andrea (Szeged, 1974. november 11. –) magyar műsorvezető, riporter, üzletasszony.

## Élete
Mindkét szülője orvos. Édesapja Prof. dr. Várkonyi Tibor belgyógyász főorvos, édesanyja dr. Pelle Zsuzsanna Mária szemész főorvos. A nővére 2018-ban hunyt el betegség következtében.
1993-ban érettségizett a szegedi Deák Ferenc Gimnáziumban, majd egyetemi tanulmányai alatt a helyi kábeltelevíziónál vezetett műsorokat 2000-ig. Ekkor diplomázott a Szegedi Orvostudományi Egyetemen. 2000–2001-ben belgyógyász rezidensként dolgozott a Szegedi I. számú Belgyógyászati Klinikán. Ugyancsak 2000-ben szerezte meg második diplomáját is egészségügyi közgazdász-menedzser szakon. Később pszichológiából is diplomázott.
2002 és 2016 között a TV2 Tények című hírműsor műsorvezetője volt. 2018 végén felmondott a TV2-nél. 2009-től az Érthetően Az Egészségért Alapítvány nagyköveteként is tevékenykedett.
2020-ban a Life TV-nél dolgozott, ahol nem sokkal később felmondott. 2020 szeptemberében a Whitedog Media Kft. céget 10 millió forint törzstőkével alapította.

## Magánélete
Első férje dr. Szilvay Attila gyermeksebész, akivel az orvosi egyetemet együtt végezte. Várkonyi tévés munkája miatt Szegedről Budapestre költöztek. A férje 2006 tavaszán kezdeményezte válásukat, miután Várkonyi összejött új párjával. Bochkor Gáborral 2006-ban ismerkedett meg, akitől 2007 áprilisában megszületett a kislányuk, Nóra, és aki 2018-ig volt az élettársa. Azután Zsidró Tamás sztárfodrász párja volt, akivel 2020 áprilisában szakítottak. A több hónapja keringő pletykák után 2021 áprilisában hivatalosan is bejelentették, hogy Mészáros Lőrinc nagyvállalkozó és Várkonyi Andrea eljegyezték egymást. Esküvőjük 2021. szeptember 24-én volt az Alcsúti Arborétumban.

## Díja
- Story Ötcsillag-díj – Legjobb női műsorvezető (2012)

## Könyve
- És ezt lehet? (2021)[17]